# União Nacional (Israel)

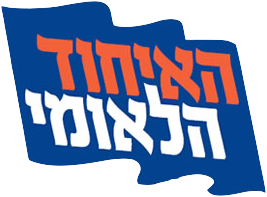
Bandeira da coalizão União Nacional

União Nacional (em hebraico: האיחוד הלאומי, pronúncia: Ha-Ihud Ha-Leumi) foi uma coalizão política entre partidos de direita e extrema-direita de Israel que competiu nas eleições do país entre 1999 e 2009.
A composição do bloco partidário mudou várias vezes ao longo dos anos. Em sua formação derradeira antes da eleição de 2013, a aliança era composta pelos partidos Hatikva, Eretz Yisrael Shelanu, Moledet e Tkuma, quando os dois primeiros se separaram e fundiram-se para formar o partido de extrema-direita Otzma LeYisrael, enquanto que o último se reuniu para compor uma lista com o partido extrema-direita Lar Judaico. Durante sua existência, a coligação também incluiu o Ahi, Herut - O Movimiento Nacional, a Frente Nacional Judaica e o Yisrael Beiteinu.